# هربرت هیدون ویلسون
هربرت هیدون ویلسون (انگلیسی: Herbert Haydon Wilson; ۱۴ فوریهٔ ۱۸۷۵ – ۱۱ آوریل ۱۹۱۷) چوگان‌باز اهل بریتانیا بود.